# Tinta de soja

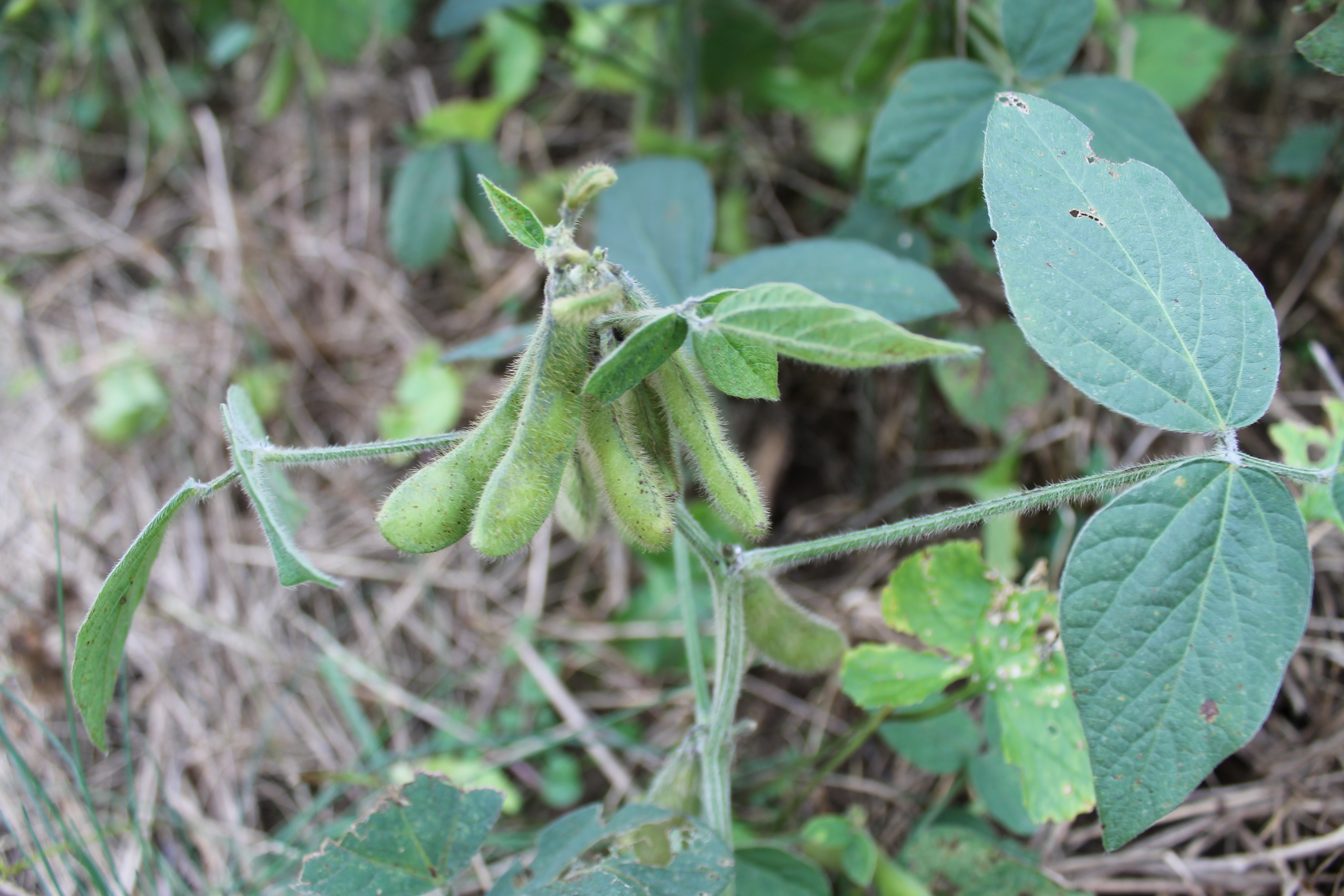
Vagens de soja

A tinta de soja é uma tinta vegetal feita de soja (Glycine max). A tinta à base de soja é ecologicamente amigável e fornece cores precisas. No entanto, é mais lenta para secar do que outras tintas orgânicas.

## História
No final da década de 1970, a Newspaper Association of America estava a procurar maneiras diferentes de fazer tinta, em vez de usar a tinta padrão à base de petróleo. O aumento dos preços do petróleo e o conflito com os países da OPEP foram as razões pelas quais eles queriam encontrar um método de impressão mais confiável e económico. Depois de testar mais de 2.000 formulações diferentes de óleo vegetal, investigadores da NAA chegaram à solução de usar óleo de soja. Em 1987, a tinta de soja foi testada pelo The Gazette (Cedar Rapids, Iowa) numa tiragem prática, que se mostrou bem-sucedida. Atualmente, cerca de um terço dos quase 10.000 impressores de jornais dos Estados Unidos utilizam-na. Mais de 90% dos jornais diários do país são impressos com tinta de soja colorida. Um exemplo de alternativa é a tinta de farelo, que usa óleo de farelo de arroz como solvente.

SoySeal autorizado pela Associação Americana de Soja.

O National Soy Ink Information Center foi criado em 1993 pela Iowa Soybean Association para promover a pesquisa e o uso da tinta de soja. O centro criou a marca SoySeal usada para identificar produtos que atendem aos requisitos básicos. O sucesso da tinta de soja foi considerado suficiente para justificar o fecho do Centro Nacional de Informações sobre Tinta de Soja em 2005. O uso do SoySeal agora é regulamentado pela Associação Americana de Soja.

## Produção
Para fazer tinta de soja, o óleo de soja é ligeiramente refinado e depois misturado com pigmentos, resinas e ceras. Embora o óleo de soja seja um óleo vegetal comestível, a tinta de soja não é comestível nem 100% biodegradável porque os pigmentos e outros aditivos misturados ao óleo são os mesmos usados em tintas à base de petróleo. Estudos de degradabilidade conduzidos por Erhan e Bagby concluíram que o pigmento transportador na tinta 100% de soja degrada-se quase duas vezes mais completamente do que a tinta feita de óleo de soja e resinas de petróleo, e mais de quatro vezes mais completamente do que as tintas de petróleo padrão. A tinta de soja é um componente útil na reciclagem de papel porque pode ser removida mais facilmente do que a tinta comum do papel durante o processo de destintagem.
Tinta de vinagre (suja) é uma forma de soja não alimentar. Tem uma série de benefícios ambientais. Grande parte da cultura da soja não requer irrigação, tem nutrientes fixos limitados e deixa menos resíduos agrícolas do que outras culturas. A tinta de soja também possui baixos níveis de COVs (compostos orgânicos voláteis) o que ajuda a reduzir a poluição do ar ao minimizar as emissões tóxicas.
Como existe óleo de soja naturalmente mais transparente disponível, é possível obter tinta de cor tão brilhante quanto usando destilados de petróleo transparentes. Ao usar graus de óleo de soja mais claros, menos pigmento é necessário para produzir o mesmo efeito ótico, o que reduz o custo geral da tinta. Estudos recentes envolvendo a engenharia de certos óleos do feijão resultaram em óleos ainda mais claros.
Algumas impressoras relatam que precisam de menos tinta para imprimir a mesma quantidade de papel quando comparadas às tintas à base de petróleo. Foi descoberto que a tinta de soja espalha-se aproximadamente 15% mais, reduzindo o uso de tinta e os custos de limpeza da impressora.
Os jornais usam tinta de soja regularmente, especialmente para colorir, porque ela cria uma imagem mais nítida e brilhante. As tintas coloridas para jornais também são mais competitivas que as tintas à base de petróleo. Elas custam apenas cerca de cinco a dez por cento a mais porque o preço é maior devido ao custo do pigmento, que não é um fator tão grande com tintas pretas. As tintas de soja coloridas são mais amplamente aceites porque se tornam mais rapidamente económicas após economias em termos de excesso de pigmento, COV e custos de limpeza da impressora. Este “custo total” das tintas de soja é significativamente menor do que o preço inicial de mercado, e é nesse ponto que elas se tornam competitivas comas suas equivalentes de petróleo. As tintas de soja também funcionam bem para impressão de etiquetas, pois permitem uma redução na cobertura de tinta em 85% em comparação com as tintas à base de água.

## Desvantagens
Um grande problema com a tinta de soja é que ela leva mais tempo para secar do que as tintas à base de petróleo, devido à falta de solventes evaporativos na forma de COVs. Isto cria desafios para algumas impressoras, especialmente aquelas que usam papéis revestidos (como revistas) em vez de papéis porosos e não revestidos (como jornais), onde a tinta pode secar por absorção ou aquecedores infravermelhos em linha. Estudos atuais sobre cura de tinta reativa a UV estão a ser conduzidos por muitos produtores de tinta, principalmente o Flint Group. Este processo seca muito mais rápido, é mais barato, usa menos energia e não emite COVs. Isto requer uma mudança significativa no equipamento e não foi reduzido ao tamanho do consumidor ao ano de 2006.

As tintas à base de soja também são derivadas da soja, cuja produção está relacionada com o desmatamento no Brasil e, portanto, a emissões substanciais de gases de efeito de estufa, até recentemente.